# فرانسيسكو خوسيه كامارازا
فرانسيسكو خوسيه كامارازا (بالإسبانية: Francisco Camarasa)‏ (مواليد 27 سبتمبر 1967) هو لاعب كرة قدم. يلعب مع منتخب إسبانيا لكرة القدم. سبق له أن لعب في كأس العالم لكرة القدم مع منتخب بلاده.

## روابط خارجية
- فرانسيسكو خوسيه كامارازا على موقع الاتحاد الدولي (مؤرشف)  (الإنجليزية)
- فرانسيسكو خوسيه كامارازا على موقع قاعدة بيانات كرة القدم.إي يو (الإنجليزية)
- فرانسيسكو خوسيه كامارازا على موقع ناشيونال فوتبول تيمز (الإنجليزية)